# Чаватул
Чаватул је мало ненасељено острво у хрватском делу Јадранског мора.
Налази се у Пашманском каналу западно од места Биоград на Мору. Ос суседног Пашмана је удаљен око 1,5 км. Површина острва износи 0,013 км². Дужина обалске линије је 0,42 км..
На источној обали острва налази се светионик, који емитује светлосни сигнал Z Bl 3s (зелено светло, које блесне свака 3 секунда).